# Typhlodessus monteithi
Typhlodessus monteithi is een keversoort uit de familie waterroofkevers (Dytiscidae). De wetenschappelijke naam van de soort is voor het eerst geldig gepubliceerd in 1985 door Brancucci.